# El asedio (poesía)
El Asedio es un libro de poesía escrito por el poeta palentino Juan José Cuadros en el año 1963, publicado por Rocamador con el número 33 de su colección, qué,  precisamente fue iniciada por el mismo autor, con el libro titulado, Navanunca. 

## Estructura
- Asedio I
- Tierra de nadie
- Asedio II